# Bolsward
Bolsward anhörenⓘ (westfriesisch Boalsert, deutsch veraltet Bodelswerth) ist eine Stadt der Provinz Friesland (Niederlande). Sie hat 10.100 Einwohner (Stand: 1. Januar 2024). Seit dem 1. Januar 2011 ist Bolsward Teil der neu gebildeten Gemeinde Súdwest-Fryslân.

## Geschichte
Bolsward ist auf einer dreiteiligen Warft entstanden. Der älteste Teil befindet sich dort, wo die Martinskirche (friesisch: Martinytsjerke) steht. Die Brüderkirche (Broeretsjerke), die 1980 durch ein Feuer zerstört und als Ruine erhalten blieb, ist das älteste Gebäude der Stadt und stammt zum Teil aus der Zeit Ende des 13. Jahrhunderts. Ebenfalls aus dem Mittelalter stammt das Marienbild Us Leaffrou fan Sânwâlden, das gegenwärtig in der St.-Franziskus-Basilika (Sint-Fransiskustsjerke) am Dijlakker aufbewahrt wird.
Bolsward erhielt im Jahre 1455 die Stadtrechte und gehörte zu den Hansestädten. Das Rathaus, das zwischen 1614 und 1617 erbaut wurde, ist ein Symbol für die blühende Stadt im 17. Jahrhundert. Es wurde im Stil der Spätrenaissance erbaut und 1765 vergrößert. Im 17. Jahrhundert und zu Beginn des 18. Jahrhunderts gab es einen regen Butter- und Käsehandel, welcher der Stadt zu großem Wohlstand verhalf. In der zweiten Hälfte des 18. Jahrhunderts ging die Anzahl der Einwohner jedoch von 2.878 im Jahr 1748 auf 2.500 zurück. Die örtliche Textilindustrie hatte unter der ausländischen Konkurrenz zu leiden, der Butter- und Käsemarkt schwächelte aufgrund einer in Friesland grassierenden Viehseuche.

## Sehenswürdigkeiten

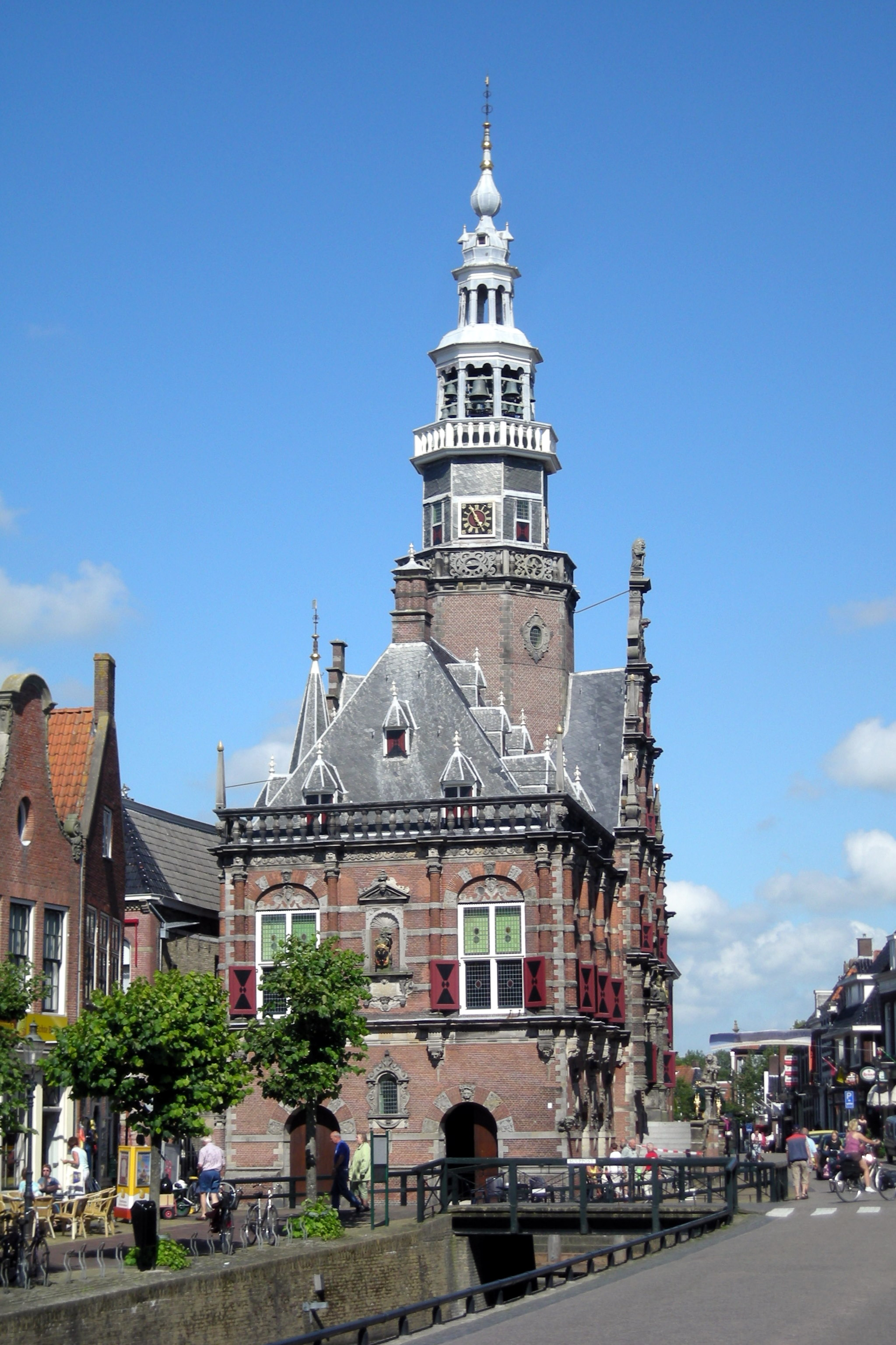
Rathaus Boalsert

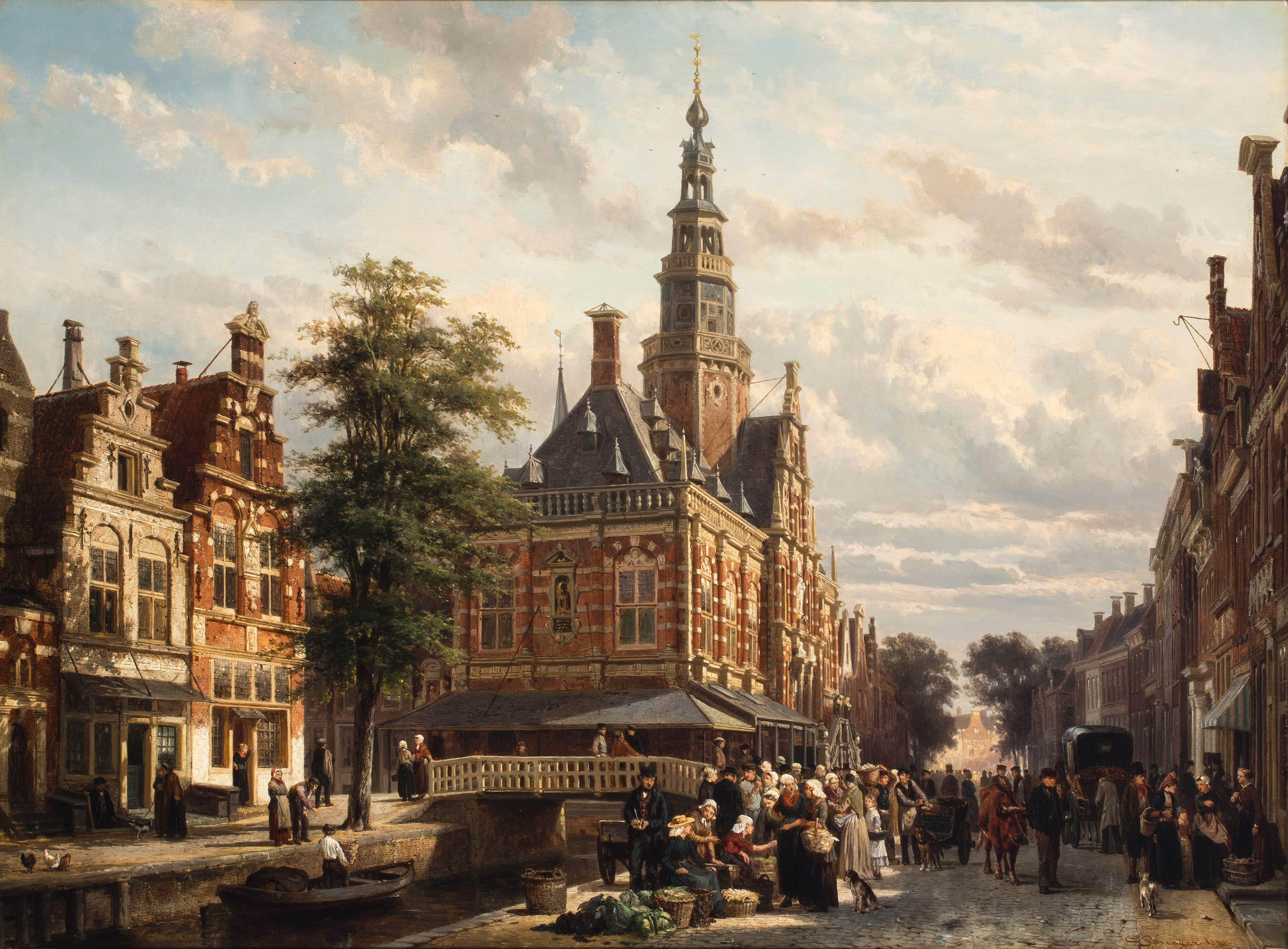
Cornelis Springer: Der Marktplatz und das Rathaus in Bolsward im Sommer, 1823

- Historisches Stadtzentrum mit Grachten
- Rathaus
- Martinikerk
- Brüderkirche (Broerekerk), eine mittelalterliche Klosterkirche der Franziskaner, errichtet am Ende des 13. Jahrhunderts. 1980 teilweise durch einen Brand zerstört.
- Wasserturm an der Westseite der Stadt
- Die Destillerie Sonnema Berenburg
- Friesische Bierbrauerei

## Politik
| Partei           | Sitze | Sitze | Sitze | Sitze |
| Partei           | 1994  | 1998  | 2002  | 2006  |
| ---------------- | ----- | ----- | ----- | ----- |
| CDA              | 5     | 5     | 4     | 5     |
| PvdA             | 2     | 2     | 2     | 4     |
| Bolswards Belang | 3     | 3     | 4     | 2     |
| VVD              | 2     | 2     | 2     | 1     |
| GroenLinks       | 1     | 1     | 1     | 1     |
| Gesamt           | 13    | 13    | 13    | 13    |

## Veranstaltungen
- Durch Bolsward führt die Strecke der Alvestêdetocht, des berühmten Eisschnelllauf-Marathonrennens entlang der elf friesischen Städte.

## Persönlichkeiten
- Boëthius a Bolswert (1581–1633), Kupferstecher
- Frederik van der Meer (1904–1994), römisch-katholischer Theologe, Kirchenhistoriker und Hochschullehrer
- Jelte Krijnsen (* 2001), Radrennfahrer